# Nón ánh sáng

"Nón ánh sáng" là thí nghiệm được sử dụng để hiểu về sự liên quan giữa những sự kiện nằm trong nón và sự kiện trung tâm (tạm gọi là sự kiện X). Thí nghiệm này được mô tả với sự kiện trung tâm X phát ra những tia sáng xuyên qua không-thời gian. Nếu chúng ta tưởng tượng về sự kiện X như một nguồn sáng phát ra những tia sáng mở rộng dần, những sự kiện nằm trong vùng sáng là những sự kiện sẽ bị ảnh hưởng bởi sự kiện X, chúng ta sẽ hiểu được về khái niệm của hình nón tương lai, ngược lại, nón quá khứ bao gồm những tia sáng thu hẹp dần đến khi chỉ còn lại một điểm là sự kiện X với những sự kiện thuộc vùng sáng ảnh hưởng đến sự kiện X.
Vốn dĩ không gian gồm 3 chiều, vì vậy thí nghiệm nón ánh sáng sẽ bao gồm đến 4 chiều, nhưng để đơn giản hóa thí nghiệm, không gian được biểu hiện bằng một mặt phẳng 2 chiều. 
Thí nghiệm nón ánh sáng biểu diễn ý tưởng rằng "hướng đi của ánh sáng không phải do chuyển động của nguồn sáng, mà là do thời điểm ánh sáng được phát ra", và vì ánh sáng đi với tốc độ như nhau cho mọi người quan sát, vì vậy mỗi sự kiện sẽ được tất cả những người quan sát đồng ý với nhau.